# Michael Bella
Michael Bella (Duisburg, 1945. szeptember 29. –) német Európa-bajnok (1972) labdarúgó. Teljes játékos pályafutását egyetlen klubban, az MSV Duisburgban töltötte.
1964 és 1978 között az MSV Duisburg csapatában játszott összesen 405 alkalommal és 13 gólt szerzett. Két alkalommal 1966-ban és 1975-ben bejutott csapatával a német kupa döntőjébe, de mindkétszer vereséget szenvedtek.
Az NSZK felnőtt válogatottjában 1968-ban mutatkozott be és 1972-ben Európa-bajnok lett. 1968 és 1971 között összesen négyszer kapott lehetőséget a válogatottban.

## Sikerei, díjai
DFB-Pokal
- Második hely: 1965–66, 1974–75

NSZK
Európa-bajnokság
- Győztes: 1972